# Malik Hairston
Malik Hairston, né le 23 février 1987 à Détroit (Michigan), est un joueur américain de basket-ball.

## Carrière
Il joue quatre saisons au niveau universitaire pour les Ducks de l'université d'Oregon avant de prendre part à la draft 2008 de la NBA. Il est sélectionné en 48e position par les Suns de Phoenix mais est par la suite échangé avec Goran Dragić des Spurs de San Antonio qu'il rejoint. Il est dans un premier temps envoyé en D-League et joue pour les Toros d'Austin tout en jouant quelques matchs avec les Spurs. Il participe en tout à 62 rencontres de NBA avec la franchise de San Antonio (5,4 points et 1,2 rebond en 7,6 minutes par match de moyenne) lors des saisons 2008-2009 et 2009-2010. Il est libéré par les Spurs fin juillet 2010 et part en Europe rejoindre le Montepaschi Siena en LegA à partir de septembre 2010. Il se distingue particulièrement lors des play-offs de l'Euroligue 2010-2011, notamment lors des quarts de finale face à l'Olympiakos Le Pirée en étant nommé deux fois MVP lors de la série,.
En novembre 2013, Hairston quitte l'Olimpia Milan et rejoint le Galatasaray jusqu'à la fin de la saison.
Le 15 janvier 2015, il signe en Grèce à l'AEK Athènes.
Le 10 juillet 2015, il prolonge jusqu'en 2017 avec l'AEK Athènes. Son contrat est annulé en août 2016 car il ne réussit pas les tests médicaux.
En janvier 2017, Hairston rejoint l'Hapoël Jérusalem avec un contrat qui court jusqu'à la fin de la saison.

## Palmarès
- 2004 : sélectionné au McDonald's All-American Team
- 2004 : sélectionné au Nike Hoop Summit
- 2005 : sélectionné à la Pacific Ten Conference en tant que freshman
- 2006 : sélectionné à la Pacific Ten Conference
- 2011 : Vainqueur de la Coupe d'Italie avec Montepaschi Siena[4]
- 2011 : Vainqueur du Championnat d'Italie avec Montepaschi Siena[4]
- 2011 : Meilleur joueur (MVP) de la deuxième et quatrième journée des quarts de Finale de Euroligue 2010-2011